# Конвой Хальмахера – Маніла (30.01.44 – 05.02.44)
Конвой Хальмахера — Маніла (30.01.44 — 05.02.44) — японський конвой часів Другої світової війни, проведення якого відбувалось у січні — лютому 1944-го.
Конвой сформували на північному сході Нідерландської Ост-Індії на острові Хальмахера (зокрема, відігравав важливу роль у постачанні японських сил на заході Нової Гвінеї), а пунктом призначення став важливий транспортний хаб у Манілі.
До складу конвою, що 30 січня 1944-го вийшов із затоки Кау (глибоко вдається в острів Хальмахера з півночі), увійшли транспорти «Одацукі-Мару», «Казуура-Мару», «Цукікава-Мару» (Tsukikawa Maru) та «Ямамія-Мару», тоді як охорону забезпечували мисливець за підводними човнами CH-36, патрульний корабель PB-103 та переобладнаний мисливець за підводними човнами «Кьо-Мару № 13».
В якийсь момент PB-103 відокремився та 2 лютого прибув до Давао (південне узбережжя острова Мінданао). Що стосується інших кораблів загону, є відомості, що вже 5 лютого вони були в Манілі.